# Sportsklubben Haugar 1979
Questa voce raccoglie le informazioni riguardanti lo Sportsklubben Haugar nelle competizioni ufficiali della stagione 1979.

## Stagione
Nella stagione 1979, l'Haugar ha giocato nella 2. divisjon, chiudendo il campionato al 5º posto del gruppo A. Parallelamente a questo risultato, è arrivato fino alla finale del Norgesmesterskapet, dove è stato sconfitto per 2-1 dal Viking. L'Haugar ha comunque centrato la qualificazione alla Coppa delle Coppe 1980-1981 a causa del contemporaneo successo in campionato del Viking.

## Rosa
| N. |                             | Ruolo | Calciatore        |
| -- | --------------------------- | ----- | ----------------- |
|    | Irlanda del Nord (bandiera) | P     | Steve Hopson      |
|    | Norvegia (bandiera)         | D     | Leif Birkeland    |
|    | Inghilterra (bandiera)      | D     | Dennis Burnett    |
|    | Norvegia (bandiera)         | D     | Rune Larsen       |
|    | Norvegia (bandiera)         | D     | Åge Sørensen      |
|    | Norvegia (bandiera)         | D     | Jens Egil Vikanes |

| N. |                        | Ruolo | Calciatore         |
| -- | ---------------------- | ----- | ------------------ |
|    | Norvegia (bandiera)    | C     | Dag Christophersen |
|    | Norvegia (bandiera)    | C     | Eivind Hovland     |
|    | Norvegia (bandiera)    | C     | Tor Nilsen         |
|    | Norvegia (bandiera)    | C     | Terje Solberg      |
|    | Norvegia (bandiera)    | C     | Harald Undahl      |
|    | Inghilterra (bandiera) | A     | Dean Mooney        |

## Risultati

### Norgesmesterskapet
| Terzo turno | Os | 1 – 1 (d.t.s.) referto | Haugar |  |

| Terzo turno Ripetizione | Haugar | 1 – 0 referto | Os |  |

| Quarto turno | Haugar | 2 – 0 referto | Start |  |

| Quarti di finale | Haugar | 5 – 0 referto | Bryne |  |

| Semifinale | Mjøndalen | 1 – 3 referto | Haugar |  |

| Arbitro: | Fredriksen (Lillestrøm) |

|                                        |           |            |
| Berntsen 55’ (rig.) Vikanes 62’ (aut.) | Marcatori | 25’ Mooney |